# Szigetvár (Schiff)
SMS Szigetvár war ein Kleiner Kreuzer der k.u.k. Kriegsmarine und eines von drei Schiffen der Zenta-Klasse. Sie absolvierte mehrere Auslandseinsätze und wurde im Ersten Weltkrieg eingesetzt. Gegen Kriegsende wurde sie außer Dienst gestellt und schließlich verschrottet. Benannt war das Schiff nach der Schlacht um Szigetvár von 1566.

## Baugeschichte
In ihrem Gesamtkonzept der allgemeinen Entwicklung hinterherhinkend, sah sich die k.u.k. Kriegsmarine 1896 gezwungen, zwei neue Kreuzertypen auf Kiel zu legen. Dies betraf einerseits die Kaiser-Karl-VI.-Klasse als gepanzerten Kreuzertyp und die Zenta-Klasse in einer ungepanzerten Ausführung. Entworfen wurde die Zenta-Klasse von dem Konstrukteur Siegfried Popper, der mit diesem Schiff der Forderung nach großem Aktionsradius bei relativ hoher Geschwindigkeit nachkommen konnte, womit auch die Bedingungen für Aufklärungs- und Sicherungsdienst in den Überseegebieten erfüllt waren. Dafür war auch eine Hilfsbesegelung von insgesamt 586 m² vorgesehen, die sich jedoch bald als überflüssig erweisen sollte. Die lebenswichtigen Bereiche waren durch ein gewölbtes, leicht gepanzertes Oberdeck geschützt, als Bewaffnung wurden ausschließlich Geschütze der Firma Škoda verwendet.
Als Österreich-Ungarn diese Klasse auf Kiel legte, besaß Italien bereits drei, Deutschland sechs, Frankreich fünf und Großbritannien 33 dieser Schiffe. Die Schiffe dieser Klasse galten bei Indienststellung bereits als veraltet und hätten schon 1910 ersetzt werden müssen. Trotzdem waren sie bei Kriegsbeginn gefechtsbereit, auch wenn sie von geringem Nutzen und dementsprechend nur wenig in Kampfhandlungen verwickelt waren.
Der Kreuzer wurde am 26. Mai 1899 im Seearsenal in Pola auf Kiel gelegt, der Stapellauf erfolgte am 29. Oktober 1900 und die Indienststellung am 30. September 1901.

## Einsätze

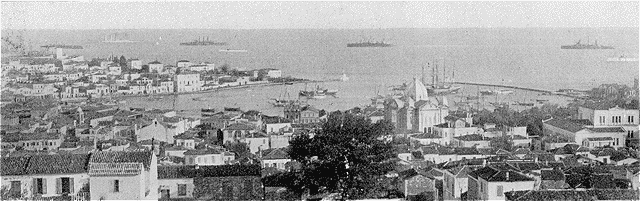
Die Szigetvár am linken, äußeren Bildrand als Teil der internationalen Eingreifflotte vor Mytilini auf Lesbos 1905.

- 1901–1902: Freundschaftsbesuche in Nordamerika und Europa
- 14. Juni 1902 in Wilhelmshaven
- 15. – 21. Juni 1902 in Hamburg
- 2. – 14. Juli 1902 in Kiel – Teilnahme an der Kieler Woche, Besichtigung durch Kaiser Wilhelm II.
- 1905: Teilnahme an der Flottendemonstration in der Levante
- Herbst 1905: gemeinsam mit der Sankt Georg Teilnahme an der internationalen Eingreifflotte in der Levante
- 1907: Personal-Ablösungstransport nach Ostasien
- 1910–1911: Stationsschiff in Konstantinopel
- 1912: Personal-Ablösungstransport nach Ostasien
- 1913/14: Stationsschiff in Konstantinopel
- 1914: Gemeinsam mit der Zenta im Adriatischen Meer vor Montenegro Patrouillenfahrten und Küstenbeschießungen.
- 23. Mai 1915 Flottensicherung im Rahmen der Beschießung der italienischen Küste.
- 18. Juni 1915: Im Verband mit der Sankt Georg Beschießung von Rimini, Pesaro und Metauro.
- 14. März 1918: Als Wohnschiff des Seeminenkommandos in Pola bestimmt.
- 15. März 1918: Außer Dienst gestellt.

## Verbleib
Das Schiff wurde Ende Januar 1920 durch die alliierte Marinedelegation Großbritannien zugesprochen, anschließend an das Stahlwerk Vaccaro & Co. nach Italien verkauft, nach Portoferreio (Elba) geschleppt und dort abgewrackt.

## Technische Daten
- Wasserverdrängung: 2313 ts / 2503 ts max
- Länge: 96 m
- Breite: 11,73 m
- Tiefgang: 4,24 m
- Antrieb: 8 Yarrow Wasserrohr-Kessel, 2 stehende 4-Zylinder 3-fach Expansionsmaschinen, 2 Schrauben
- Leistung: 7200 ihp
- Höchstgeschwindigkeit: 21 Knoten
- Fahrstrecke: 3800 sm bei 12 Knoten
- Bewaffnung: 8 × 12 cm L/40 Kanonen von Škoda in Einzellafetten – 8 × 47 mm L/44 SFK – 2 × 47 mm L/33 SFK – 2 × 45 cm Überwasser-Torpedorohre seitlich
- Panzerung:  Deck 20 – 50 mm – Geschützschilde 45 mm – Kommandoturm 50 mm – Geschützerker 35 mm
- Besatzung: 292 Mann

## Namensgebung
Benannt war das Schiff nach der Belagerung von Szigetvár.